# Festival du bois

Logo

Le festival du bois est un festival franco-canadien qui se déroule chaque année au mois de mars à Maillardville sur la commune de Coquitlam en Colombie-Britannique, Canada depuis 1990.

## Présentation
Le festival du bois est un évènement culturel majeur pour la communauté francophone de la Colombie-Britannique qui a fêté l'existence centenaire de Maillardville en 2010. Il célèbre la musique folklorique, la musique celtique, la world music, la danse, l'artisanat, la nourriture québécoise (tourtière, poutine, tarte au sucre et au sirop d'érable) et les traditions franco-canadiennes. Des groupes musicaux francophones viennent de tout le Canada à ce festival qui met en valeur la francophonie canadienne.
Le festival du bois se déroule au mois de mars dans le quartier historiquement francophone de Maillardville. Les associations et organismes francophones sont les maîtres d'œuvre de ce festival qu'ils animent chaque année. Parmi les organisateurs, la Société Francophone de Maillardville, l'École des Pionniers de Maillardville, le Conseil scolaire francophone de la Colombie-Britannique, les Scouts francophones de Maillardville et l'ensemble des bénévoles francophones de cette province canadienne.
Le festival du bois se déroule près de la place des Arts, de l'avenue Brunette et de la rue Seguin, à côté du musée historique Mackin House.